# Ноєнкірхен (Шлезвіг-Гольштейн)
Ноєнкірхен (нім. Neuenkirchen) — громада в Німеччині, розташована в землі Шлезвіг-Гольштейн. Входить до складу району Дітмаршен. Складова частина об'єднання громад Кірхшпільсландгемайнде-Гайдер-Умланд.
Площа — 25,14 км2. Населення становить 956 ос. (станом на 31 грудня 2020).

## Галерея

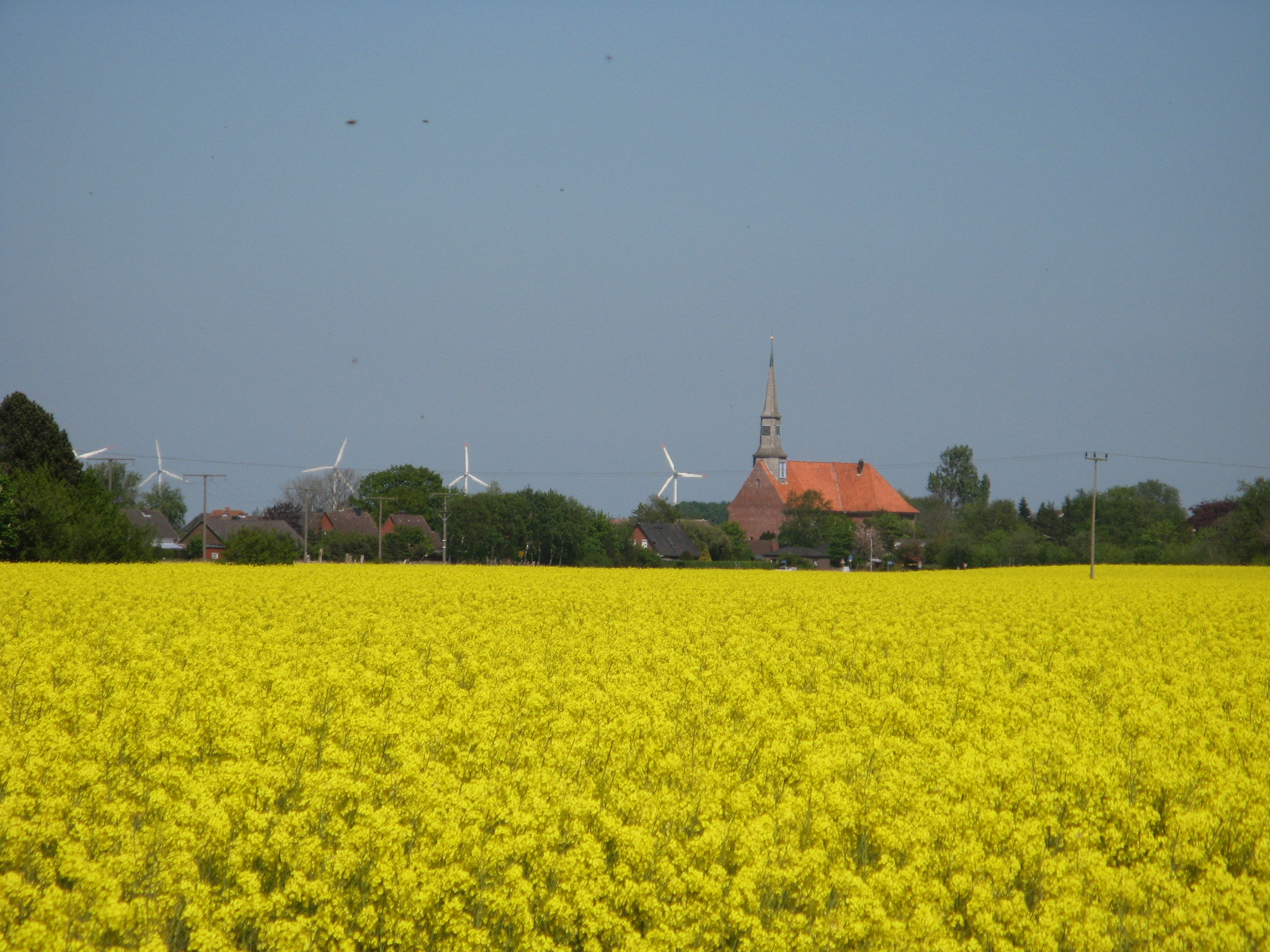